# Meline Daluzjan
Meline Daluzjan (arm Մելինե Դալուզյան; ur. 20 kwietnia 1988 w Giumri) – ormiańska sztangistka, dwukrotna brązowa medalistka mistrzostw świata.
W roku 2006 brała udział w mistrzostwach świata w Santo Domingo na Dominikanie, gdzie w kategorii do 63 kg zdobyła brązowy medal uzyskując wynik 232 kg. Rok później w tej samej kategorii uzyskała wynik 243 kg, co pozwoliło jej zdobyć złoty medal mistrzostw Europy w Strasburgu. Wynik ten powtórzyła na mistrzostwach Europy w Lignano Sabbiadoro w 2008 roku, uzyskując w dwuboju 263 kg. Ponadto w 2010 roku zdobyła brązowy medal na mistrzostwach świata w Antalyi i srebrny podczas mistrzostw Europy w Mińsku. 
W 2012 roku wystartowała w wadze lekkociężkiej podczas igrzysk olimpijskich w Londynie, jednak spaliła wszystkie próby w podrzucie i nie była klasyfikowana. W maju 2019 roku została dodatkowo zdyskwalifikowana, po tym jak w jej organizmie wykryto doping. Był to jej jedyny start olimpijski.